# 牛冠男
牛冠男（1992年5月10日—），广西人，中国女子水球运动员，亦為中國國家女子水球隊成員。

## 簡歷
2016年，牛冠男代表中国出戰巴西里约热内卢舉行的奥林匹克运动会女子水球比賽。中国队最終获得第七名。